# Jorge Trasante
Jorge Trasante   (Montevideo, 17 d'octubre de 1953) és un músic percussionista i compositor uruguaià que ha integrat diversos grups de renom internacional al llarg de més de 30 anys de trajectòria artística. És conegut especialment per haver estat membre dels Gipsy Kings.

## Trajectòria
Nascut al barri Cordón de Montevideo, va imbuir-se dels ritmes del carnaval i això el va fer inclinar per la música afrouruguaiana, caracteritzada pels instruments de percussió. S'inicià en l'àmbit musical amb el seu pare, Valentin Trasante, músic i compositor de renom a l'Uruguai. Entre 1974 i 1975 va integrar diversos grups poc coneguts, com ara Días de blues y la banda latina o Delirium tremens blues y Zacarías. El 1975 gravà el seu primer àlbum en solitari, Folklore Afro Uruguayo, realitzat íntegrament amb instruments de percussió. L'any següent gravà amb Eduardo Mateo el disc Mateo y Trasante.
A causa de la situació política uruguaiana, el 1977 es traslladà a París, on alternà en diferents grups com ara El Combo Bacan al costat de Jorge Pinchevsky i Emilio Arteaga, el Quinteto de Latin Jazz d'Alfredo Rodríguez, Azuquita y su Melao de Camilo "Azuquita" Argúmedez, i Son Caribe entre d'altres. A finals d'any tingué el seu primer contacte amb els Gipsy Kings, banda a la qual s'integrà el 1987 i en la qual va romandre fins al 2001.
El 2003 va formar un duo amb Gustavo Casenave, amb el qual va oferir un gran recital al Teatre Solís de Montevideo. El 2006, després de gairebé 30 anys de viure a París, tornà a l'Uruguai. El 2007 tocà amb l'UY TRIO (integrat, a més d'ell mateix, per Alberto Magnone i Federico Righi), acompanyats de diferents artistes com ara el saxofonista francès Jean Marc Padovani, o la cantant Ana Karina Rossi.
Aquell mateix any acompanyà Sabrina Lastman en la presentació del seu disc de debut "Los Pliegues del Alma".
Des del 2007 fins a l'actualitat, ha acompanyat de forma estable, al costat de Gustavo Montemurro i Cono Castro, el duo Larbanois & Carrero.

## Discografia

### Solista o en col·laboració
- Mateo y Trasante (Sondor, amb Eduardo Mateo, 1976)
- Folklore Afro Uruguayo (Sondor, 1977)
- Darvin y Trasante (Orfeo, amb Roberto Darvin, 1987)
- Until dawn (Ayuí / Tacuabé a/e117k, 1992)
- Escenario (Ayuí / Tacuabé ae266cd, amb Pippo Spera, 2003)
- Dvd Concierto 30 años (Larbanois & Carrero, Montevideo Music Grup, 2009)
- Cd Historias (Larbanois & Carrero, Montevideo Music Grup, 2010)
- Dvd 4 en Línea (Larbanois & Carrero, Montevideo Music Grup, 2011)
- Cd 4 en Línea (Larbanois & Carrero, Montevideo Music Grup, 2012)

### Amb els Gipsy Kings
- Luna de Fuego (1983)
- Gipsy Kings (1987)
- Mosaïque (1989)
- Allegria (1991)
- Este Mundo (1991)
- Live (1992)
- Love and Liberté (1993)
- Greatest hits (1994)
- The Best of the Gipsy Kings (1995)
- Tierra Gitana (1996)
- Compás (1997)
- Cantos de Amor (1998)
- Volare (1999)
- Hit collection 2 (2000)
- Somos Gitanos (2001)
- Cita con los ángeles (2003)
- Rare & unplugged (2003)
- Roots (2004)